# Claire Williams
Claire Williams (ur. 21 lipca 1976  w Windsor, Berkshire) – Brytyjka, była zastępczyni szefa zespołu Williamsa w Formule 1, faktycznie była szefowa zespołu. Córka sir Franka Williamsa.

## Życiorys
Claire Williams ukończyła politykę na Newcastle University w 1999 roku. Rozpoczęła pracę jako rzecznik prasowa toru wyścigowego Silverstone Circuit.
W 2002 roku dołączyła do Williamsa, gdzie zajmowała się mediami. W 2010 roku została szefem do spraw komunikacji. W kolejnym roku objęła dodatkowo stanowisko szefa relacji z inwestorami. W 2012 roku awansowała na stanowisko dyrektora marketingu i komunikacji. W marcu 2013 roku została zastępcą szefa zespołu Franka Williamsa, nadal pełni poprzednie funkcje. We wrześniu 2020 roku, zespół Williamsa ogłosił, że Claire Williams, wraz z rodziną, zakończy zarządzanie zespołem, w związku ze zmianą właściciela. Ostatni dzień w zespole to, zgodnie z wcześniejszymi planami, Grand Prix Włoch 2020, który kierowcy Williamsa zakończyli na 11. i 14. miejscu.

## Życie prywatne
Jest córką lady Virginii Williams i sir Franka Williamsa. Ma syna Nataniela, który urodził się w 2017 roku.
Lubi twórczość amerykańskiego piosenkarza Johna Denvera, jeździć BMW M3 i film Top Gun. Jej ulubionym bolidem jest Williams FW14 Nigela Mansella, a ulubionym budynkiem dom jej rodziców na obrzeżach Hungerford.
Mieszka w Newbury.